# 海達雷
49°38′12″N 36°18′28″E / 49.63667°N 36.30778°E
海達雷（烏克蘭語：Гайдари）是位於烏克蘭東部的村莊，由哈爾科夫州丘胡伊夫区的茲米伊夫市鎮負責管轄。該村始建於1659年，面積0.79平方公里，海拔高度179米，2001年人口385，人口密度每平方公里486.7人。